# Narbonne-Milchstern
Der Narbonne-Milchstern (Ornithogalum narbonense) ist eine Pflanzenart aus der Familie der Spargelgewächse (Asparagaceae).

## Beschreibung
Der Narbonne-Milchstern ist eine ausdauernde, krautige Zwiebelpflanze, die Wuchshöhen von meist 40 bis 60 (80) Zentimetern erreicht. Die Blätter messen 20 bis 40 × 0,6 bis 1,1 Zentimeter und sind zu Blütezeit in der Regel vertrocknet. Der Blütenstand ist eine 25- bis 75-blütige, längliche Traube. Die Blüten haben einen Durchmesser bis 5 Zentimeter, sind aufrecht und duften nicht. Die Tragblätter überragen die Blütenknospen. Die unteren Blütenstiele sind ungefähr 1,5 Zentimeter lang. Die Deckblätter sind geringfügig kürzer. Die Blütenblätter sind innen milchweiß, außen haben sie einen schmalen, zungenförmigen und einheitlich grünen Streifen. Sie sind 11 bis 14 Millimeter groß und die Ränder sind nur selten eingerollt nach der Blüte. Der Fruchtknoten besitzt je Fach 5 bis 7 Samenanlagen und ist grün, eilänglich, 2,5 bis 5 Millimeter lang und kürzer als der weiße und bis zum Grund fädige Griffel. Die Oberfläche der Samen ist pigmentiert granulös-papillös.
Die Blütezeit reicht von April bis Juli.
Der Narbonne-Milchstern ist hexaploid mit einer Chromosomenzahl von 2n = 54 (es existieren abweichende Zählungen zwischen 2n = 49 bis 61). Die aus der Türkei stammenden Zählungen von 2n = 14, 16, 18, 22, 24, 36 und 46 beruhen auf Verwechslung mit anderen Arten.

## Vorkommen
Der Narbonne-Milchstern kommt im Mittelmeerraum und den Kanarischen Inseln vor. Aus der Türkei gibt es einen karyologisch bestätigten Fund, fast alle Angaben betreffen andere Arten. Gleiches gilt für Armenien. Angaben aus dem Nordwest-Iran sind karyologisch unbestätigt.
Er besiedelt Halbtrockenrasen, Äckern, Brachland und Ruderalstellen. Auf Kreta reichen die Vorkommen bis in 1150 Meter Meereshöhe.

## Nutzung
Der Narbonne-Milchstern wird selten als Zierpflanze für Heide- und Naturgärten genutzt.